# (38401) 1999 RJ197
1999 RJ197 (asteroide 38401) é um asteroide da cintura principal. Possui uma excentricidade de 0.02568220 e uma inclinação de 7.83656º.
Este asteroide foi descoberto no dia 8 de setembro de 1999 por LINEAR em Socorro.